# ダイハツ・クー
クー （COO）は、ダイハツ工業がかつて生産・販売していた小型トールワゴン型乗用車である。

## 概要
初代ブーン/トヨタ・パッソのプラットフォームをベースにトヨタ自動車と共同開発された自動車で、生産はダイハツ工業が行う。YRVの実質的後継車である。型式は1.3L FFがM401S型、4WDがM411S型、1.5LはFFのみでM402S型。
トヨタからはbBとして発売されるが、車体デザインや装備内容などはbB（前期型）から大幅に差別化されている。bBが主に若年男性ユーザーをメインターゲットにしているのに対し、クーは20歳代後半から30歳代の女性、および軽自動車からのステップアップユーザーをメインターゲットとしている。例えば、フロントシートにはbBに装備されているマッタリモード機構がなく、より実用的なシートリフター機構を備えている。
欧州市場向けは「ダイハツ・マテリア」(Daihatsu Materia) の名称で2012年まで販売され、こちらには4速ATのほか、5速MTの設定が存在した。
2008年（平成20年）4月10日にはトヨタ自動車・ダイハツ工業・富士重工業（現・SUBARU）の3社による業務提携強化により、2008年（平成20年）10月に富士重工業へOEM供給されることも発表され、同年11月13日に富士重工業よりデックスとして発表・発売された。なお、デックスはクーより先に2012年（平成24年）10月を以て生産終了になり、2012年11月までに在庫分の未登録車の登録を全て完了したため、クーよりも一足早く販売終了となった。

### 年表
- 2006年（平成18年）
  - 5月8日 - クー発売。CM出演者として篠原涼子を起用[注釈 3]。CMソングは伊藤由奈の「These boots are made for walkin'〜にくい貴方〜」[注釈 4]。発売時点のグレード体系は2WDの1.3Lが「CS」「CL」1.5Lが「CX」「CX-Limited」。4WDは「CS」を除く3グレードをすべて1.3Lで設定した。
  - 9月 - モンディアル・ド・ロトモビル（パリサロン）で「マテリア」として日本国外デビュー。
- 2008年（平成20年）
  - 10月 - 一部改良。グレードを2グレードに集約、および装備内容の変更。外板色はbBのエアロ仕様と同じ7色を設定。
  - 11月13日 - 富士重工業との提携によりスバル・デックスが発表され、OEM供給を開始。
- 2010年（平成22年）
  - 7月 - 一部改良。
「CX」にディスチャージヘッドランプを標準装備化。グレード体系を見直し、4WD車は「CX」のみとなるとともに、車両本体価格も値上げとなった。また、JC08コールドモードに対応したため、低排出ガス車認定レベルが「平成17年基準排出ガス50%低減レベル（☆☆☆）」に格下げとなった。
- 2011年（平成23年）
  - 12月1日 - 一部改良。後席中央席にヘッドレスト・3点式シートベルトの装備などの改良を実施。
- 2013年（平成25年）
  - 1月[1] - 生産終了。以後、在籍対応分のみの販売となる。
  - 2月[2] - 在庫対応分が完売し販売終了[注釈 5]。公式ホームページの掲載も終了。なおbBは2016年（平成28年）7月末を以て生産を終了、同年8月末を以て販売終了となった。

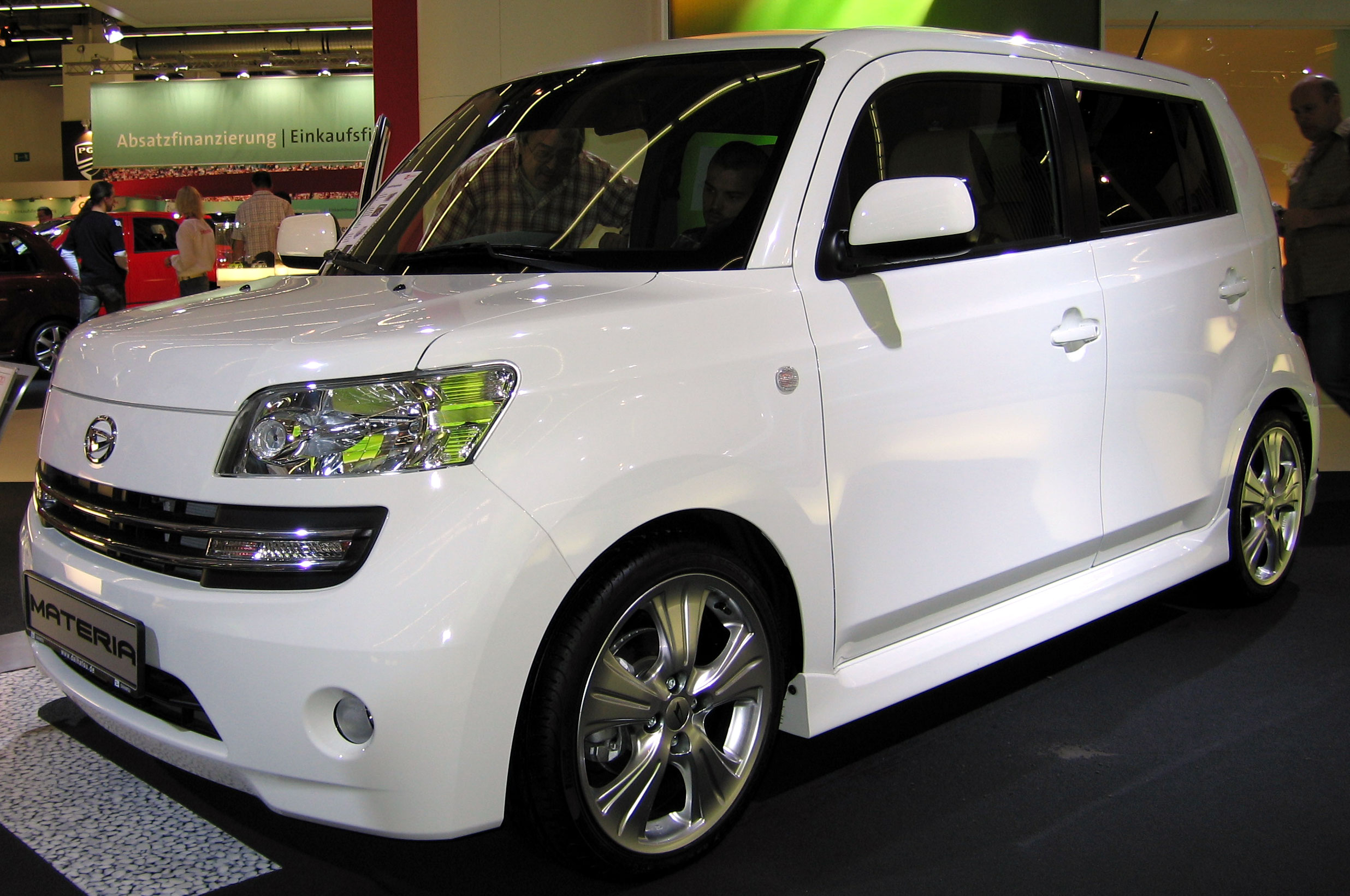
マテリア（欧州専売・フロント）
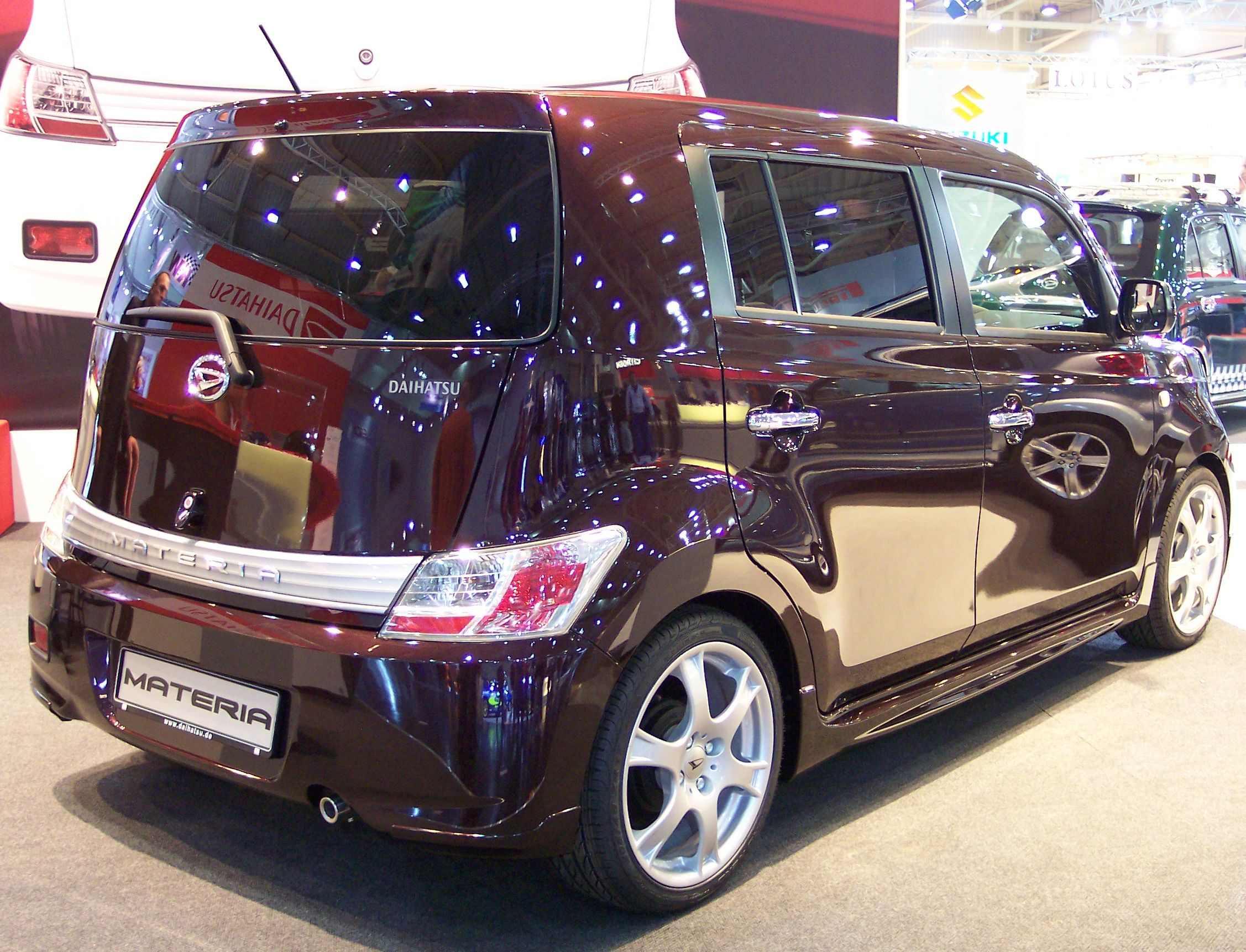
マテリア（欧州専売・リア）

## インテリア・エクステリア
クーの場合、トランスミッションはATのみの設定で、全車コラムシフトとベンチシートの組み合わせとなるが、MT販売比率の高い仕向け地を想定している欧州専売のマテリアでは、MTをフロアシフトとして、セパレートシートとなっており、スキーなど長尺物の積載に対応している。また、クーにあるアームレストも装備されず、前後ウォークスルーも一応可能であった。
マテリアのシフトレバーは位置が大変低く、運転者の体格によっては操作上前かがみの姿勢を強いられる場合があるが、これは同じフロアとパワートレインを用いるブーンの日本国外仕様であるシリオンも同様である。
ダッシュボード上には、トヨタ・ヴィッツ以来のセンターメーターが配置されている。クーは日本国内専用であるため、スピードリミッターが付いており最高速度は180 km/hとなるが、マテリアには装着されておらず、スピードメーターの表記も220 km/hとなっている。
またマテリアのオートマチックのセレクターにシフトロックが装備されていない点、日本（縦横比3:2）とEU両方のナンバープレートの形状に対応した取り付けスペース（へこみ）となっている点、リアフォグランプ（主に欧州向けだが、日本国内向けの4WD仕様車にも標準装備されている）を持つ点は、他のダイハツ製日本国外向け車と共通の仕様である。

## メカニズム
エンジンはダイハツ製直4DOHC16バルブNA1,297ccのK3-VE型エンジン、またはダイハツ製直4DOHC16バルブ1,495ccNAの3SZ-VE型エンジンとなる。トランスミッションは4速ATと5速MT（マテリアのみ）がある。駆動方式はFFと4WD。

## 車名の由来
クーは英語でかっこいいという意味のCOOL、また室内の広さを表現する、天空・空間などの「空」の意味も含む。